# Universitarios Liberal Demócratas
Universitarios Liberal Demócratas , cuyas siglas son ULD, se fundó el 28 de diciembre de 2003 y es una asociación que en un inicio fue circunscrita a los estudiantes de la Universidad Pompeu Fabra de Barcelona, con la intención de convertirse en la única organización juvenil de corte liberal de referencia de Cataluña.
Ámbito de actuación
A pesar de que en un principio su ámbito de actuación se reducía exclusivamente a la UPF, en la actualidad hay agrupaciones de la organización en muchas de las universidades catalanas (Universidad de Barcelona, Universidad Politécnica de Cataluña, Universidad de Vich, Universidad Ramon Llull, Universidad Autónoma de Barcelona,…).  
Además, en alguna de estas Universidades miembros de la asociación han logrado entrar en el Claustro en representación de los estudiantes (el mayor éxito se produjo en la Universidad Pompeu Fabra donde la asociación logró una abrumadora mayoría gracias a la presencia de destacados miembros como: Hugo Soto (UPF Ciencias Políticas), Patricia Carrillo (UPF Ciencias Políticas), David Mejia, Juan Daroca García-Barberena, Óscar Espinosa Martínez, David Lozano Ortiz y Francesc Alcaraz Gallego. Todos ellos fundadores de la asociación. El nombre de la asociación fue propuesto por el socio fundador Hugo Soto y aceptado por los miembros fundadores en la Universidad Ramon Llull de Rambla. En el 2008 redujo significativamente su porcentaje en Derecho, aunque consiguió por primera vez la representación de los estudiantes de la doble licenciatura de Económicas/Relaciones Laborales y de los estudiantes de Informática). La asociación ha llegado a obtener representación en la Universidad Oberta de Catalunya, y aun mantiene varios estudiantes como representantes de los estudiantes de la Universidad de Barcelona. Y todo ello siendo la única asociación universitaria que mantiene representación estudiantil sin recibir un solo euro de subvención (al contrario del resto de asociaciones, que reciben generosas sumas de dinero por parte de la Administración para desarrollar sus actividades); jamás ha recibido ninguna y se enorgullece de ello.
Objetivos
Esta asociación apuesta por una universidad apolítica, plural, donde todos tengan cabida y ninguno preponderancia; una Universidad donde puedan llegar todas las posturas y donde se pueda estudiar y analizar la realidad con sentido crítico. 
Además, pretende alcanzar otros objetivos como la aplicación y beneficios sociales de las políticas liberales. 

«...ULD no sólo es una asociación de reivindicaciones, sino también un espacio de formación, de debate y de búsqueda de soluciones para los estudiantes...»

## Iniciativa Legislativa Popular
En junio del 2006 impulsaron junto a Convivencia Cívica de Cataluña una Iniciativa Legislativa Popular (ILP), ante el Parlamento de Cataluña, en defensa del bilingüismo en la educación: educación en catalán y en castellano y no monolingüe exclusivamente en catalán. 
El lema central de la campaña era: “En castellano también”. 
Para que esta iniciativa fuera debatida en el Pleno del Parlamento Autonómico era necesario que 50 000 ciudadanos empadronados en la comunidad autónoma de Cataluña dieran su apoyo explícito a la propuesta de ley mediante su firma. Después de varios meses de recogida por las calles de Cataluña y más de un millar de mesas petitorias instaladas, finalmente fueron entregadas las firmas de 57.000 catalanes. Tras el debate en el Parlamento de Cataluña, del que se marcharon la mayoría de diputados de los partidos que conforman el Gobierno Autonómico para no escuchar a los promotores de la Iniciativa, la proposición de ley fue rechazada en su trámite inicial.

## Liberalismo VS Socialdemocracia
En el mes de junio de 2009 la asociación organizó (con la colaboración de la asociación DEBA-T y la Universidatd Pompeu Fabra) una asignatura de libre elección (que otorgaba tres créditos como reconocimiento académico). La asignatura se tituló "Liberalismo VS Socialdemocracia" y en ella se organizaron una serie de debates en los que participaron personalidades tales como Luis Solana, Jaime García-Legaz (Secretario General de FAES), Montserrat Nebrera, Joan Herrera (Secretario General de Iniciativa x Catalunya Verds), Pedro Schwartz, María Blanco, Jorge Valin y otras destacadas personalidades.

## Junta directiva
La Junta Directiva Fundacional estuvo compuesta por: 
Francesc Alcaraz Gallego (Presidente)
- Patricia Carrillo Miravitlles (Secretaria General)
- David Raso Pons (Secretario)
- Carlos González Mustienes (Tesorero)
- Juan Daroca García-Barberena (Secretario de Acción Política)
- Hugo Soto Guasque (Secretario de Organización)

En abril de 2004, la Junta Directiva sufrió los siguientes cambios: 
- Francesc Alcaraz Gallego (Presidente)
- Patricia Carrillo Miravitlles (Secretaria General)
- David Raso Pons (Tesorero)
- Beatriz Díaz del Río Mollfulleda (Secretaria)
- Juan Daroca García-Barberena (Secretario de Acción Política)
- David Mejía Ayra (Secretario de Organización)

En junio de 2006, tras la finalización de los estudios de su Presidente fundador, Francesc Alcaraz Gallego, éste fue sustituido por Oscar Espinosa Martínez.
Desde hace casi 3 años la organización está presidida por Óscar Espinosa Martínez (estudiante de la Universidad Pompeu Fabra), el secretario general es Ángel Escolano (estudiante de la Universidad de Barcelona) y el responsable de comunicación es Juan Víctor Izquierdo (estudiante de la Universidad Ramon Llull).